# Bon bini beach
Bon bini beach is een telenovela over het wel en wee van het beachresort Bon bini beach op Curaçao.
Bon bini beach is de eerste Nederlandse soapserie met een duidelijk einde (een kenmerk van een telenovela). De serie werd in 2002/2003 uitgezonden door Yorin. In 2007 werd de serie weer uit de kast gehaald om overdag uit te zenden op RTL 8.
De serie is geheel opgenomen in Cas Abou, Curaçao. Door vrijwel dezelfde ploeg werd nog in hetzelfde jaar de serie De Erfenis opgenomen, dat zich ook op Curaçao afspeelt.

## Verhaal
De serie vertelt het verhaal over Sanne van Rhee, een jonge Nederlandse vrouw die een strandtent beheert op het zonovergoten strand Bon bini beach. Terwijl een projectontwikkelaar zich eerst goedschiks, maar later kwaadschiks opdringt het strandje te kopen om er een groot hotel neer te zetten, beleven diverse personages er hun avontuur. Zo zijn er het net getrouwde stel Tessa en Berend van Rhee (de broer van Sanne), de eilandfilosoof Michiel en de halfbroers Ed en Glenn die het allemaal kleur en drama geven. Met name de opbloeiende relatie tussen een onderhandelaar (Tom) van de projectontwikkelaar, met Sanne zorgt voor de nodige spanning.

## Rolverdeling

### Hoofdrollen
- Tanja Jess - Sanne van Rhee
- Vincent Croiset - Berend van Rhee
- Sandra Mattie - Tessa van Rhee
- Tim Immers - Ed Vrient
- Chris Tates - Tom Schipper
- John Williams - Glenn Vrient
- René van Asten - Michiel van Zuylen
- Chanella Hodge - Jeanalisa Vrient
- Felix Burleson - Humphrey Vrient
- Marline Williams - Wiwi

### Gastrollen
onder andere:
- Johnny de Mol - kwartiermeester Johan Windt
- Luk van Mello - kolonel Windt
- Manouk van der Meulen - Esmee
- Guusje Nederhorst
- Jasmine Sendar
- Ferri Somogyi
- Antonie Kamerling -Maarten
- Edgar Wurfbain
- Inge Ipenburg